# Liste der Kulturdenkmale in Hohnbach
In der Liste der Kulturdenkmale in Hohnbach sind die Kulturdenkmale des Colditzer Ortsteils Hohnbach verzeichnet, die bis Mai 2024 vom Landesamt für Denkmalpflege Sachsen erfasst wurden (ohne archäologische Kulturdenkmale). Die Anmerkungen sind zu beachten.
Diese Aufzählung ist eine Teilmenge der Liste der Kulturdenkmale in Colditz.

## Hohnbach
| Bild                                    | Bezeichnung | Lage                         | Datierung                                     | Beschreibung | ID       |
| --------------------------------------- | --- | ---------------------------- | --------------------------------------------- | --- | -------- |
| Direkt Bild zu diesem Denkmal hochladen | Häuslerhaus | Geithainer Straße 4 (Karte)  | Mitte 19. Jahrhundert, spätere Anbauten       | Fachwerkbau, heimat- und baugeschichtliche Bedeutung. Zweigeschossig, Erdgeschoss massiv, Obergeschoss Fachwerk, Fenster- und Türgewände vermutlich in Porphyrtuff, Türgewände mit Verdachung, Satteldach, seitlicher Anbau. | 08973449 |
| Direkt Bild zu diesem Denkmal hochladen | Häuslerhaus | Geithainer Straße 7 (Karte)  | Mitte 18. Jahrhundert, spätere Umbauten       | Fachwerkbau, heimatgeschichtliche Bedeutung. Zweigeschossig, Erdgeschoss massiv, Obergeschoss Fachwerk, Satteldach einseitig abgeschleppt, Schwelle mit Fasen, Füllhölzer profiliert, Leiterfachwerk im Brüstungsbereich. | 08973452 |
| Direkt Bild zu diesem Denkmal hochladen | Auszugshaus und angebautes Seitengebäude eines Vierseithofes                                                                           | Geithainer Straße 10 (Karte) | Bezeichnet mit 1856                           | Zeugnis bäuerlicher Bau- und Lebensweise vergangener Zeiten in Fachwerkbauweise, heimatgeschichtliche Bedeutung. Auszugshaus zweigeschossig, Erdgeschoss massiv, Obergeschoss Fachwerk, Tür- und Fenstergewände in Porphyrtuff, Türsturz mit Inschrift („J. G. Schlegel 1856“), ursprünglich steiles Dach. Daran anschließend Seitengebäude und Tordurchfahrt, eingeschossig in Fachwerk, Satteldach. | 08973454 |
| Direkt Bild zu diesem Denkmal hochladen | Häuslerhaus | Geithainer Straße 11 (Karte) | 1. Hälfte 19. Jahrhundert                     | Fachwerkbau, heimatgeschichtliche Bedeutung. Zweigeschossig, Erdgeschoss massiv, Obergeschoss Fachwerk, einseitiges Krüppelwalmdach, hakenförmiger Grundriss, Türgewände später erneuert. | 08973451 |
| Direkt Bild zu diesem Denkmal hochladen | Häuslerhaus mit zwei Seitengebäuden und Einfriedung eines Häusleranwesens                                                              | Geithainer Straße 12 (Karte) | Ende 18. Jahrhundert / Anfang 19. Jahrhundert | Fachwerkbauweise, von heimatgeschichtlicher Bedeutung. - Häuslerei: zweigeschossig, Erdgeschoss massiv, Obergeschoss Fachwerk, Satteldach, hakenförmiger Grundriss, Dach zum Teil abgeschleppt, Türgewände erneuert, originale Tür, Giebel verbrettert - Seitengebäude 1: zweigeschossig, Erdgeschoss massiv, Obergeschoss Fachwerk, Satteldach - Seitengebäude 2: massiv aus Lehmziegeln, Krüppelwalmdach, Einfriedungsmauer in Bruchstein | 08973453 |
| Direkt Bild zu diesem Denkmal hochladen | Wohnhaus in offener Bebauung, mit Einfriedung                                                                                          | Geithainer Straße 32 (Karte) | 1927                                          | Wohnhaus eines ehemaligen Baugeschäfts, in traditionellen Formen der 1920er Jahre, Putzfassade mit Gliederungen in Putz und Bruchstein, markante Lage am Dorfteich, ortsentwicklungsgeschichtliche Bedeutung. - Wohnhaus: zweigeschossig, verputzter Massivbau, unregelmäßiger Grundriss, im Erdgeschoss polygonaler Standerker in Bruchstein, im Obergeschoss Loggia, Putzgesims, Holztraufe, Walmdach mit Dachhäuschen, originale Fenster im Erker mit farbigen Glasscheiben - Einfriedungsmauer: in Bruchstein, Holzzaun | 08973450 |
| Weitere Bilder                          | Wohnhaus und Seitengebäude eines Vierseithofes                                                                                         | Geithainer Straße 42 (Karte) | Um 1825                                       | Wohnhaus Putzbau in spätbarocken Formen, Portal in Porphyrtuff, Seitengebäude Fachwerkbau, ebenfalls mit Porphyrtuffportal, repräsentative Bauernhofanlage von bau- und ortshistorischer Bedeutung. - Wohnhaus: zweigeschossig, verputzter Massivbau, Fenstergewände in Porphyrtuff, aufwändig gestaltetes Porphyrtuffportal mit Schlussstein und geschwungener Verdachung, Krüppelwalmdach - Seitengebäude: zweigeschossig, Erdgeschoss massiv, Obergeschoss Fachwerk, Satteldach, rückwärtiger Anbau, Porphyrtuffportal mit Schlussstein | 08973447 |
| Direkt Bild zu diesem Denkmal hochladen | Wohnstallhaus und Scheune eines Vierseithofes (mit Nr. 5)                                                                              | Möselner Straße 3 (Karte)    | 1. Hälfte 19. Jahrhundert                     | Weitgehend original erhaltener Hof als Zeugnis bäuerlicher Wohn- und Lebensweise vergangener Zeiten in Fachwerkbauweise, heimatgeschichtliche Bedeutung. - Wohnhaus: zweigeschossig, Erdgeschoss massiv, Türgewände Porphyrtuff mit gerader Überdachung, Fenstergewände Porphyrtuff, Winterfenster, Obergeschoss Fachwerk, originale Fenster, Satteldach, ein Giebel Zierschiefer (Methauer Schiefer), ein Giebel fachwerksichtig - Scheune (Abbruch 2017): zweigeschossig, Erdgeschoss massiv, Tordurchfahrt, Porphyrtuffgewände, Türen mit alten Beschlägen, Obergeschoss Fachwerk, ein Giebel Zierschiefer, Satteldach | 08973223 |
| Direkt Bild zu diesem Denkmal hochladen | Zwei Seitengebäude, Bergkeller sowie Schlussstein und Portal des abgegangenen Hauptgebäudes einer ehemaligen Wassermühle (Deutz-Mühle) | Möselner Straße 5a (Karte)   | Mitte 19. Jahrhundert                         | Regionaltypische Fachwerkbauten, von baugeschichtlicher und ortshistorischer Bedeutung. - Wohnstallhaus: zweigeschossig, Erdgeschoss massiv, Obergeschoss Fachwerk (komplett erneuert), Stallteil gewölbt, Satteldach, Fenster- und Türgewände in Porphyrtuff (zum Teil komplett erneuert), Türen mit Porphyrtuffverdachung, Inschrift „18 G.Berthold 76“ (Gottlob B.) - Seitengebäude: zweigeschossig, Erdgeschoss massiv (Bruchstein verputzt), Obergeschoss Fachwerk - Kumthalle mit zwei Porphyrtuffsäulen und Schlussstein in Porphyrtuff in den Bögen, Giebel massiv, Krüppelwalmdach, im Giebel Palladiomotiv, im Inneren Lehmsteingewölbe, Schweinestall gewölbt, Trennwände in Methauer Schiefer - Portal: Porphyrtuff, Rundbogen mit Profilierung, bei der nordöstlichen Ecke des südlichen Gebäudes als freistehender Durchgang verwendet - Schlussstein: am südlichen Gebäude angebracht, Porphyrtuff, bezeichnet mit „IGD 1741“, mit Zunftzeichen der Müller - Bergkeller: Bruchsteinmauerwerk, Front mit rundbogigem Eingang und ebensolcher Lüftungsöffnung, Tonne | 08973448 |
| Direkt Bild zu diesem Denkmal hochladen | Häuslerhaus | Teichweg 16 (Karte)          | Mitte 19. Jahrhundert                         | Fachwerkbau, heimatgeschichtliche Bedeutung. Zweigeschossig, Erdgeschoss massiv (Bruchstein), verputzt, Fenstergewände Porphyrtuff, Obergeschoss Fachwerk, originale Fenstergrößen, rückwärtige Traufseite abgeschleppt mit Anbau, Giebel verschiefert, Satteldach. | 08973224 |

## Tabellenlegende
- Bild: Bild des Kulturdenkmals, ggf. zusätzlich mit einem Link zu weiteren Fotos des Kulturdenkmals im Medienarchiv Wikimedia Commons. Wenn man auf das Kamerasymbol klickt, können Fotos zu Kulturdenkmalen aus dieser Liste hochgeladen werden:
- Bezeichnung: Denkmalgeschützte Objekte und ggf. Bauwerksname des Kulturdenkmals
- Lage: Straßenname und Hausnummer oder Flurstücknummer des Kulturdenkmals. Die Grundsortierung der Liste erfolgt nach dieser Adresse. Der Link (Karte) führt zu verschiedenen Kartendiensten mit der Position des Kulturdenkmals. Fehlt dieser Link, wurden die Koordinaten noch nicht eingetragen. Sind diese bekannt, können sie über ein Tool mit einer Kartenansicht einfach nachgetragen werden. In dieser Kartenansicht sind Kulturdenkmale ohne Koordinaten mit einem roten bzw. orangen Marker dargestellt und können durch Verschieben auf die richtige Position in der Karte mit Koordinaten versehen werden. Kulturdenkmale ohne Bild sind an einem blauen bzw. roten Marker erkennbar.
- Datierung: Baubeginn, Fertigstellung, Datum der Erstnennung oder grobe zeitliche Einordnung entsprechend des Eintrags in der sächsischen Denkmaldatenbank
- Beschreibung: Kurzcharakteristik des Kulturdenkmals entsprechend des Eintrags in der sächsischen Denkmaldatenbank, ggf. ergänzt durch die dort nur selten veröffentlichten Erfassungstexte oder zusätzliche Informationen
- ID: Vom Landesamt für Denkmalpflege Sachsen vergebene, das Kulturdenkmal eindeutig identifizierende Objekt-Nummer. Der Link führt zum PDF-Denkmaldokument des Landesamtes für Denkmalpflege Sachsen. Bei ehemaligen Kulturdenkmalen können die Objektnummern unbekannt sein und deshalb fehlen bzw. die Links von aus der Datenbank entfernten Objektnummern ins Leere führen. Ein ggf. vorhandenes Icon  führt zu den Angaben des Kulturdenkmals bei Wikidata.